# Die Länderbahn
Die Länderbahn GmbH (rövidítve: DLB, korábban Vogtlandbahn GmbH) a Netinera tulajdonában lévő vasúti személyszállítást végző társaság Németországban, székhelye Viechtachban található.

## Hálózat
A Länderbahn számos vonalat üzemeltet, ezek közül néhánynak külön márkanevet is adtak.
| Járat     | Útvonal | Távolság   | Állomások | Üzemkezdet / bezárás |
| --------- | --- | ---------- | --------- | --- |
| alex Nord | München Hbf–Landshut Hbf–Regensburg Hbf–Schwandorf / Weiden–Marktredwitz–Hof Hbf / Furth im Wald–Plzeň hl.n.–Praha hl.n. | 318/443 km | 16        | 2007. december 9. |
| alex Süd  | München Hbf–Buchloe–Kempten Hbf–Immenstadt / Oberstdorf / Hergatz–Lindau Hbf                                             | 172/221 km | 17/14     | 2007. december 9. |
| RB 1      | Zwickau Zentrum–Zwickau (Sachs) Hbf–Lengenfeld–Auerbach–Falkenstein–Zwotental–Klingenthal–Kraslice                       | 73 km      | 23        | Zwickau Hbf–Klingenthal: 1997. november 23. Zwickau Zentrum–Zwickau Hbf: 1999. május 28. Klingenthal–Kraslice: 2000. május 28.                                           |
| RB 2      | Zwickau Zentrum–Zwickau (Sachs) Hbf (–Werdau)–Reichenbach ob Bf–Plauen (Vogtl) ob Bf (— Hof Hbf)–Bad Brambach–Cheb       | 96 km      | 20        | Zwickau Hbf–Plauen (Vogtl) ob Bf: 1996. október 13. Plauen (Vogtl) Mitte–Hof Hbf: 2000. május 28.                                                                        |
| RB 4      | Gera Hbf–Greiz–Elsterberg–Plauen (Vogtl) Mitte–Weischlitz–Plauen (Vogtl) ob Bf–Adorf (Vogtl)                             |            |           | Részben: 2002. július 1. Teljesen: 2003. december 14. |
| RB 5      | Mehltheuer–Plauen (Vogtl) ob Bf–Herlasgrün–Auerbach–Falkenstein–Zwotental–Klingenthal–Kraslice                           |            |           | Plauen (Vogtl) ob Bf–Falkenstein: 1997. november 23. |
| VB 3      | Marktredwitz–Wiesau–Altenstadt (Waldnaab)–Weiden–Nabburg–Schwandorf–Regensburg Hbf                                       | 138 km     | 25        | Hof Hbf–Weiden: 2001. június 10. Weiden–Regensburg Hbf: 2002. december 15. Hof Hbf–Marktredwitz: 2012. december 9-éig Marktredwitz–Regensburg Hbf: 2014. december 14-éig |
| VB 8      | Marktredwitz–Schirnding–Cheb                                                                                             | 27 km      | 5         | 2000. május 28-ától 2014. december 14-éig |
| RE 1      | Dresden Hbf–Bischofswerda–Bautzen–Löbau–Görlitz (–Wrocław Główny)                                                        | 105 km     | 10        | 2014. december 14. |
| RE 2      | Dresden Hbf–Bischofswerda–Zittau (–Liberec)                                                                              | 105/132 km | 13/19     | 2014. december 14. |
| RB 60     | Dresden Hbf–Bischofswerda–Bautzen–Löbau–Görlitz                                                                          | 105 km     | 23        | 2014. december 14. |
| RB 61     | Dresden Hbf–Bischofswerda–Zittau                                                                                         | 105 km     | 28        | 2014. december 14. |
| L 7       | Liberec–Zittau–Varnsdorf–Rybniště/ Seifhennersdorf (Mittelherwigsdorf–Varnsdorf–Eibau-vasútvonal)                        | 56/50 km   | 17/16     | 2010. december 12. |
| WBA 1     | Bayerisch Eisenstein–Zwiesel (Bay)–Gotteszell–Plattling                                                                  | 72 km      | 11        | 2013. december 15. |
| WBA 2     | Bodenmais–Zwiesel (Bay)                                                                                                  | 15 km      | 5         | 2013. december 15. |
| WBA 3     | Zwiesel (Bay)–Grafenau                                                                                                   | 32 km      | 9         | 2013. december 15. |
| WBA 4     | Viechtach–Gotteszell | 25 km      | 8         | 2016. szeptember 12. |

## Márkanevek

### Trilex
A trilex vonatok a cseh Liberec és Rybniště városok között jártak, érintve a német határon fekvő Zittaut is. 2014-től Drezda környéki vonalakon is elindult az azonos nevű szolgáltatás. 2015. december 13-án újraindították a Neiße viadukton keresztül Lengyelországba vezető vasútvonalat, ahol naponta három vonatpár közlekedik Drezdától Wrocławig. A vonalakon Siemens Desiro motorvonatok közlekednek.

### alex
Egy 2005-ben nyert pályázattal indulhatott el az Arriva-Länderbahn-Express (rövidítve alex), először München és Schwandorf között, ahonnan a vonatok felváltva Hof és Furth im Wald felé haladtak tovább. Később Prágáig hosszabbítva is indultak szerelvények. A kocsikat Siemens EuroSprinter és EuroRunner típusú mozdonyok vontatják.

### Oberpfalzbahn
Az Oberpfalzbahn Kelet-Bajorországban üzemel Hof, Schwandorf, Regensburg, Waldmünchen, Furth im Wald és Lam városok között. A vonalakon Stadler Regio-Shuttle RS1 és Alstom LHB Coradia LINT motorvonatok járnak.

### Waldbahn
A Waldbahn a Bajor-erdőben üzemelő négy vonalból álló hálózat, központja Zwiesel. Plattling állomáson a német, Bayerisch Eisenstein – Železná Ruda-Alžbětín határállomáson pedig a cseh vasúthálózattal van kapcsolata. Minden vonalon Stadler Regio-Shuttle RS1 motorvonatok közlekedik.

## Fordítás
- Ez a szócikk részben vagy egészben  a   Die Länderbahn című angol Wikipédia-szócikk fordításán alapul.  Az eredeti cikk szerkesztőit annak laptörténete sorolja fel. Ez a jelzés csupán a megfogalmazás eredetét és a szerzői jogokat jelzi, nem szolgál a cikkben szereplő információk forrásmegjelöléseként.